# Mexico morrisoni
Mexico morrisoni is een keversoort uit de familie dwergpilkevers (Limnichidae). De wetenschappelijke naam van de soort werd in 2005 gepubliceerd door Skelley.